# Коноплёв, Александр Борисович
Александр Борисович Коноплёв (14 декабря 1943, Москва, РСФСР, СССР — 23 сентября 2021, Москва, Россия) — советский и российский художник-график и иллюстратор, член-корреспондент Российской академии художеств (2009). Заслуженный художник Российской Федерации (2001).
Сын киноинженера Бориса Николаевича Коноплёва (1909—1982).

## Биография
Родился 14 декабря 1943 года в Москве, где жил и работал.
В 1967 году — окончил Московский полиграфический институт (учителя: Т. А. Ерёмина, В. Н. Ляхов, П. Г. Захаров, Ю. К. Бурджелян, В. С. Житенёв).
С 1974 года — член Союза художников СССР, с 1985 года — член Союза журналистов России, с 1995 года — член Союза дизайнеров России.
С 1977 по 1991 годы — ведущий художественный редактор издательства «Искусство».
С 1991 по 1994 годы — главный художник издательства «Детская литература».
В 1993 году — избран академиком Академии графического дизайна.
С 1994 года — профессор кафедры художественно-технического оформления печатной продукции Института графики и искусства книги имени В. А. Фаворского.
В 2009 году — избран членом-корреспондентом Российской Академии художеств от Отделения графики.
Александр Борисович Коноплёв умер 23 сентября 2021 года в Москве, похоронен на Ваганьковском кладбище.

## Творческая деятельность
Оформил книги: «Графика Матисса» М. В. Зубовой (1977 г.), «Феофан Грек» Г. И. Вздорнова (1983 г.), «Народная гравированная книга Василия Кореня, 1692—1696» А. Г. Сакович (1983 г.), «Слово о полку Игореве» в гравюрах В. А. Фаворского» (1987 г.) Ю. А. Молока, «Борис Мессерер. Мастерская на Поварской» (1994 г.), «Патриаршие палаты» А. И. Романенко (2001 г.), «По плодам познается древо. Русская иконопись XVII—XX веков из собрания Виктора Бондаренко» (2003 г.), «Слава Зайцев. Тайны соблазна» В. М. Зайцева (2006 г.), «Рама и образ. Риторика обрамления в русском искусстве» О. Ю. Тарасова (2007 г.), «Дворянин с арбатского двора» А. Суворовцева (2013 г.) и многие другие.
Участник выставок с 1966 года.

## Награды
- Заслуженный художник Российской Федерации (2001)[2]
- Бронзовая медаль ВДНХ (1977) — за работу «Сегодня на сцене Большого театра»
- Золотая медаль на Международном конкурсе «Лучшая книга мира» в Берлине (1985) — за оформление книги Г. И. Вздорнова «Феофан Грек»
- Серебряная медаль IBA-89 за оформление книги Ю. А. Молока «Слово о полку Игореве» в гравюрах В. А. Фаворского (г. Лейпциг) (1989)
- Бронзовая медаль Биеннале графического дизайна в Брно (1984) — за работу «Переписка без писем»
- Диплом II степени на Биеннале графики в Новосибирске (2001) — за постеры из серии «И правда так и было»
- Диплом оргкомитета Всероссийского фестиваля Мира дизайна в Казани
- 25 дипломов Всесоюзных и Всероссийских конкурсов искусства книги как художник (1968—1999)
- 20 дипломов Всесоюзных и Всероссийских конкурсов искусства книги как художественный редактор (1977—1992)
- номинант Государственной премии Российской Федерации в области литературы и искусства (1997, 2006).